# Pogonoglossus
Pogonoglossus es un  género de coleópteros adéfagos perteneciente a la familia Carabidae.

## Especies
Comprende las siguientes especies:
- Pogonoglossus augustae Louwerens, 1949
- Pogonoglossus carinipennis Bates, 1892
- Pogonoglossus chaudoiri Gestro, 1875
- Pogonoglossus giganteus Baehr, 2005
- Pogonoglossus glabricollis Emden, 1937
- Pogonoglossus grossulus Darlington, 1968
- Pogonoglossus horni Sloane, 1907
- Pogonoglossus inarmatus Baehr, 1989
- Pogonoglossus inflaticeps (Sloane, 1904)
- Pogonoglossus intermedius Bouchard, 1903
- Pogonoglossus laevissimus Baehr, 1995
- Pogonoglossus latior Darlington, 1968
- Pogonoglossus latus Andrewes, 1937
- Pogonoglossus major Darlington, 1968
- Pogonoglossus minor Darlington, 1968
- Pogonoglossus missai Baehr, 2005
- Pogonoglossus montanus Bouchard, 1903
- Pogonoglossus obliquus Darlington, 1968
- Pogonoglossus papua Darlington, 1968
- Pogonoglossus parvus Darlington, 1968
- Pogonoglossus physoides Andrewes, 1937
- Pogonoglossus porosus (Sloane, 1904)
- Pogonoglossus punctulatus Louwerens, 1969
- Pogonoglossus rufopiceus Baehr, 1993
- Pogonoglossus schaumii Chaudoir, 1869
- Pogonoglossus sciurus Andrewes, 1937
- Pogonoglossus sumatrensis Gestro, 1875
- Pogonoglossus sylvaticus Bouchard, 1903
- Pogonoglossus tagalus Heller, 1916
- Pogonoglossus taylori Darlington, 1968
- Pogonoglossus torvus Andrewes, 1937
- Pogonoglossus truncatus (Schmidt-Goebel, 1846)
- Pogonoglossus unicolor (McLeay, 1886)
- Pogonoglossus validicornis Chaudoir, 1862